# Wólka Starzyńska
Wólka Starzyńska est une localité polonaise de la gmina de Szczekociny, située dans le powiat de Zawiercie en voïvodie de Silésie.